# Ižipovce
Ižipovce is een Slowaakse gemeente in de regio Žilina, en maakt deel uit van het district Liptovský Mikuláš.
Ižipovce telt 85 inwoners.